# Реакція пасивної гемаглютинації
Реа́кція паси́вної гемаглютина́ції (РПГА, також реакція непрямої гемаглютинації, РНГА) — один із методів серодіагностики. Заснована на визначенні аглютинації еритроцитів, на поверхні яких фіксовані антигени. При позитивній реакції відбувається гемаглютинація-утворення осаду.